# ЛАЗ-5207
ЛАЗ-5207 — автобус для міжміських перевезень великої місткості, випускався серійно на Львівському автобусному заводі з 1994 року.
По кузову ЛАЗ-5207 був уніфікований з автобусом ЛАЗ-4207.
Кузов автобуса тримальний, вагонного типу, 2-дверний (двері — одностулкові висувного типу). Каркас кузова виконаний з труб великого перерізу з нанесенням антикорозійного захисту. Застосування оцинкованого листового матеріалу і алюмінієвих панелей забезпечує довговічність автобуса.Планування сидінь 4-рядне. Сидіння літакового типу з регульованим нахилом спинки і підголовником. Розташування двигуна — заднє. Пасажирський салон автобуса обладнаний аудіо-та відеосистемами, кондиціонером. Сидіння водія — підресорене, регулюється по висоті, довжині, нахилу подушки і спинки.
У 2003 році все сімейство ЛАЗ-А141/4207/5207 пройшло модернізацію кузова. Автобус ЛАЗ-5207 отримав позначення «Лайнер-12».

## Модифікації
- ЛАЗ-5207
- ЛАЗ-5207 «Лайнер-12»
- ЛАЗ-52072
- ЛАЗ-520780 «Лайнер-12»
- ЛАЗ-520781 «Лайнер-12»
- ЛАЗ-520782 «Лайнер-12»
- ЛАЗ-5207DL «Лайнер-12»
- ЛАЗ-5207DN «Лайнер-12»
- ЛАЗ-5207DT «Лайнер-12»
- ЛАЗ-5207FL «Лайнер-12»
- ЛАЗ-5207FN «Лайнер-12»
- ЛАЗ-5207FT «Лайнер-12»
- ЛАЗ-5207JL «Лайнер-12»
- ЛАЗ-5207JN "Лайнер-12"
- ЛАЗ-5207JT «Лайнер-12»

### LAZ Liner 12

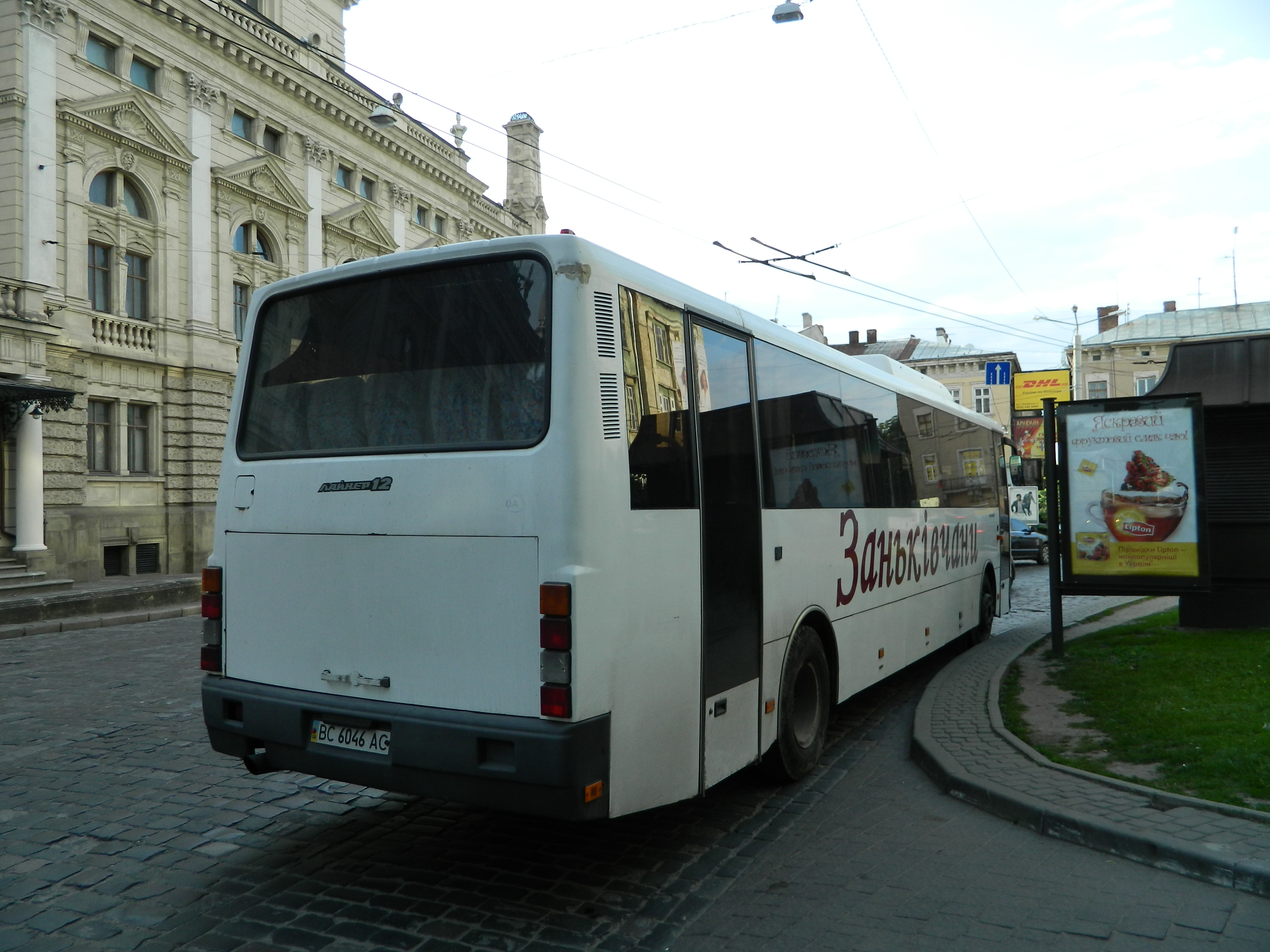
LAZ Liner 12

ЛАЗ Лайнер 12 (ЛАЗ-52078) — міжміський і туристичний автобус.
В автобусі встановлюються 47 м'яких крісел, салон обладнаний полицями з можливістю індивідуального освітлення і подачі повітря для кожного з пасажирів. Об'єм багажних відділень збільшений до 5,8 м3. У «люксовому» виконанні автобус оснащується кондиціонером, баром, гардеробом, аудіо-та відео-системами. У приміському варіанті Лайнера-12 встановлюється 51 посадкове місце, а загальна пасажиромісткість автобуса становить 80 осіб.

#### Модифікації
- «Приміський» — 51 сидяче місце, жорсткі сидіння, об'єм багажних відділень — 4,5 м³;
- «Турист» — 47 м'яких крісел, об'єм багажних відділень — 5,8 м³;
- «Люкс» — 47 м'яких крісел, оздоблення салону тканиною і шкірою, об'єм багажних відділень — 5,8 м³.[1]